# Dolíček

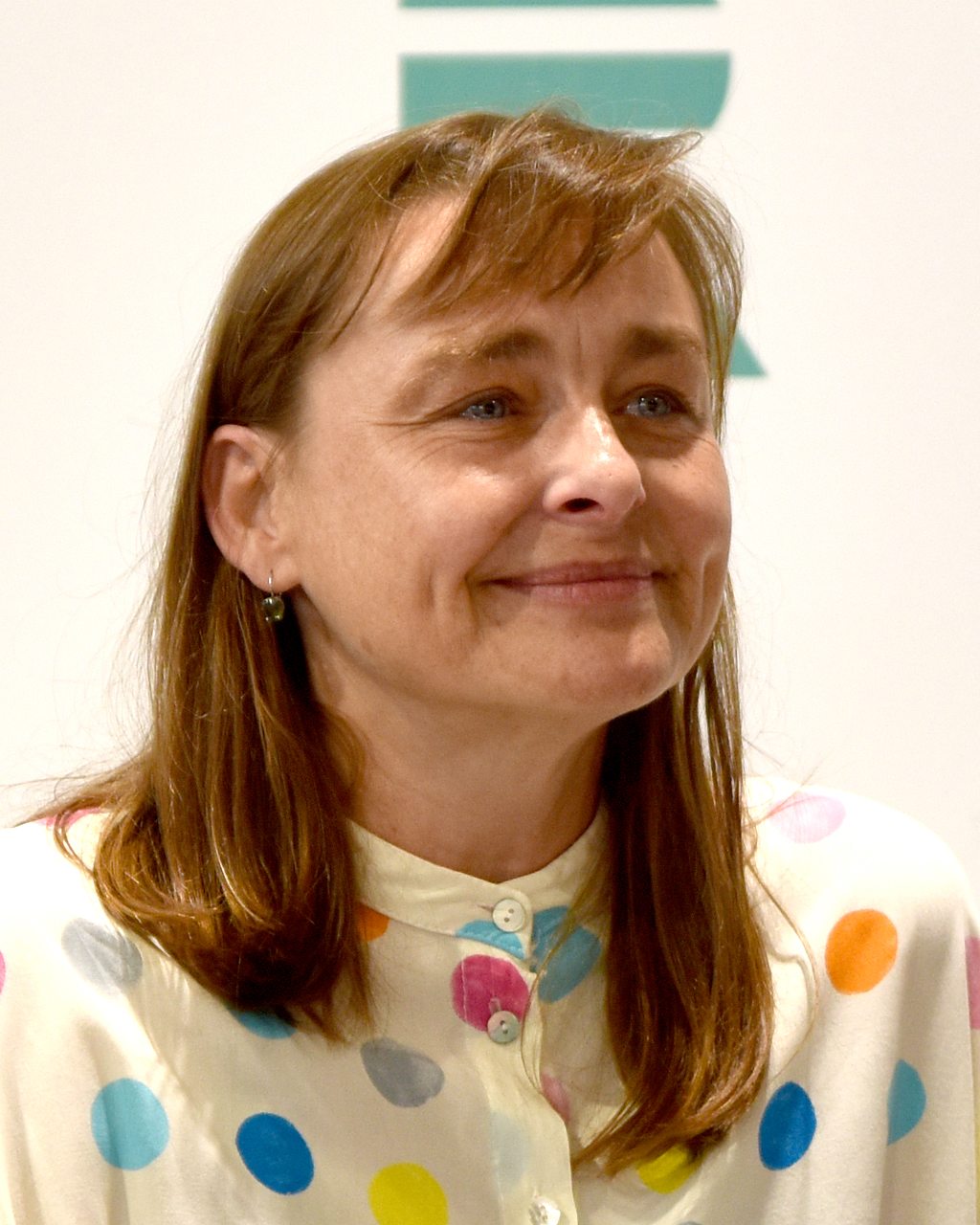
Důlky na tváři herečky Andrey Černé

Dolíčky (v hovorové češtině častější ďolíčky) jsou obvykle žlábkovité prohlubně na povrchu těla. Podle průzkumů je má kolem 30 procent populace. Obvykle se vyskytují na tvářích, ale mohou být umístěny také na jiných částech těla, jako je brada, čelo, hýždě nebo dolní část zad.

## Původ ďolíčků ve tváři
Lícní důlky jsou tvořeny anatomickou variací obličejového svalu zygomaticus major, který pomáhá rtům pohybovat se nahoru a dolů, vytváří výrazy potěšení nebo smutku a vše mezi tím. U většiny lidí jde o jediný pás, ale u osob s důlky se zygomaticus major dělí na dvě svalové skupiny, jedna se nachází nad koutkem úst a druhá pod ním.

## Symbol krásy
V některých kulturách jsou důlky ve tvářích považovány za znamení krásy nebo dokonce štěstí. Proto si je lidé nechávají vytvořit uměle u plastických chirurgů. Na internetu se nachází mnoho návodů, jak si alespoň krátkodobě vytvořit dolíčky ve tvářích.

## Důlky jako příznak nemocí
Pokud se důlky nacházejí na neobvyklých místech, mohou být tyto vrozené deformity známkou dědičných onemocnění. Například důlky na dlaních a nohou jsou charakteristické pro Gorlin-Goltzův syndrom. Trvalé důlky v kůži se mohou také vyvinout během hojení ran, když se výsledná jizva stahuje dovnitř.